# Rebranding
Rebranding bývá nejčastěji definován jako změna positioningu, revitalizace či omlazení obchodní značky. V radikálním případě se může jednat o celkové znovuzrození obchodní značky.
Jinak řečeno se jedná o vytvoření nové značky místo existující, změnu symbolů, designu, resp. inovace na základě více uvedených změn pro zavedenou značku s cílem vytvoření diferencovaných, nových představ ve vědomí recipientů.
Jednou z nejsilnějších oblastí, ve které se rebranding implementuje, je oblast in-store designu. Ta definuje proměnu prodejen či provozoven komerčních interiérů s ohledem na definici samotné značky.

## Příklady rebrandingu v České republice
Doposud[kdy?] největším rebrandingem v České republice (ČR) je změna tváře řetězce drogérií Teta po převzetí drogerií Schlecker. Vývoj rebrandingu trval osm měsíců a samotná realizace probíhala od roku 2013. Rebrandováno je již více než 400 prodejen. Jiným příkladem v ČR je rebranding společnosti Cetelem, patřící BNP Paribas Personal Finance SA – dceřiné společnosti skupiny BNP Paribas, na Hello bank! by Cetelem v druhé polovině roku 2017.